# 道の駅サロマ湖
道の駅サロマ湖（みちのえき サロマこ）は、北海道常呂郡佐呂間町にある国道238号・国道239号・国道242号の道の駅である。

## 施設
- 駐車場
  - 普通車：50台
  - 大型車：3台
  - 身障者用：1台
- トイレ（いずれも24時間利用可能）
  - 男：大 2器、小 5器
  - 女：6器
  - 車椅子用：1器
- 公衆電話：1台
- 物産館「みのり」（9:00 - 18:00（4月中旬 - 10月中旬）、9:00 - 17:00（10月中旬 - 4月中旬））
- 軽食
- 自動販売機
- 無料休憩所
- 郵便ポスト（郵便事業北見支店）

## 休館日
- 年末年始（12月31日 - 1月3日）

## アクセス
- 国道238号 - 登録路線
- 国道239号重複
- 国道242号重複

## 周辺
- サロマ湖
- サロマ湖展望台